# 紐約州第二十二國會選區
纽约州第二十二国会选区（英語：New York's 22nd congressional district）是美国纽约州的一个國會選區，该选区的重要城市包括锡拉丘兹、尤提卡和罗马。该选区拥有多所大學和學院，包括雪城大學、汉密尔顿学院、柯盖德大学、紐約州立大學理工學院和尤提卡大学。该选区是民主党稍微占优的拉锯选区，不过自从2021年以来一直由共和党人作为本区众议员。
该选区包括麦迪逊县、奥奈达县、奥农达加县以及奥斯威戈县的一小部分地区。根据人口普查，该选区有771,373名居民，其中白人占88%，非裔占4.1%，亚裔占2.6%，拉丁裔占3.1%，2.2%为其他。
2023年起，本区众议员为共和党的布兰顿·威廉姆斯。